# 亚历克斯·特纳
亚历克斯·特纳（Alex Turner，1986年1月6日—）生於英国英格兰谢菲尔德南约克郡。他最為人熟知的身分是英國另類搖滾樂團—北极猴子的主唱。